# Eisingen, Würzburg
Eisingen là một đô thị ở huyện Würzburg bang Bayern, Đức.